# Берг-колегія

Берг-колегія

Берг-колегія — орган управління гірничорудною промисловістю в Росії; заснована в 1719 році  з ініціативи Петра I. Діяла в 1719—1731, 1742—1783 і 1797—1807 роках. Керувалася Берг-Привілеєм і Берг-регламентом, а також іменними й сенатськими указами.
Берг-колегія і її місцеві органи були в районах зосередження металургії: Урал, Сибір і інші.
Президентами Берг-колегії в різні роки були: Я. В. Брюс (1719—1726); О. К. Зибін (1726—1731); А. Ф. Томілов (1742—1753); М. С. Опочінін (1753—1760); І. А. Шлаттер (1760—1767); А. Е. Мусін-Пушкін (1767—1771); М. Ф. Соймонов (1771—1781); І. І. Рязанов (1781—1784); А. А. Нартов (1796—1798); О. В. Алябьєв (1798—1802); О. І. Корсаков (1802—1806).
Перший керівний склад Берг-колегії складався повністю з іноземців: Яків Брюс (президент), Йоганн де Люберас (віце-президент), радники Йоганн Шлаттер, Вінцент Райзер, Яків Делейес. 

## Інтернет-ресурси
- Берг-коллегия и развитие российской промышленности